# Call of Duty: Modern Warfare: Mobilized
Call of Duty: Modern Warfare: Mobilized es el tercer videojuego de Call of Duty desarrollado para Nintendo DS. Fue desarrollado por n-Space (que desarrolló los dos Call of Duty anteriores de Nintendo DS), y fue publicado y distribuido por Activision. El videojuego fue estrenado el 10 de noviembre de 2009.

## Recepción
El juego tuvo críticas muy variadas (aunque positivas en general), recibiendo un 73% de Metacritic y un 7/10 de Meristation.